# Rhinanthus groenlandicus
Rhinanthus groenlandicus är en snyltrotsväxtart som först beskrevs av Carl Hansen Ostenfeld, och fick sitt nu gällande namn av Chab.. Rhinanthus groenlandicus ingår i släktet skallror, och familjen snyltrotsväxter. Inga underarter finns listade i Catalogue of Life.